# Dichaea buchtienii
Dichaea buchtienii är en orkidéart som beskrevs av Rudolf Schlechter. Dichaea buchtienii ingår i släktet Dichaea och familjen orkidéer.
Artens utbredningsområde är Bolivia. Inga underarter finns listade i Catalogue of Life.